# Chevesne
Squalius cephalus · Chevaine commun
Espèce
Statut de conservation UICN

 LC  : Préoccupation mineure
Le Chevesne ou Chevaine commun (Squalius cephalus) est une espèce de poissons d'eau douce de la famille des Cyprinidae. Très fréquent en Europe, il vit dans les rivières, les estuaires et certains lacs.
C'est un poisson de forme allongée, aux reflets verdâtres, qui mesure entre 30 et 40 cm pour un poids de 1 kg en moyenne. Certains individus peuvent atteindre 60 à 70 cm pour un poids de 6 kg. Sa longévité est de 9 ans pour les mâles et 13 ans pour les femelles. Omnivore, il se nourrit de plantes aquatiques, d'insectes et de poissons passé un certain âge.
Il est apprécié pour la pêche de loisir et peut être consommé bien que sa chair soit peu prisée. Il n'est pas considéré comme menacé par l'UICN et peut être considéré comme nuisible et dangereux pour son environnement.

## Origine du nom
Son protonyme est Cyprinus cephalus (Linnaeus, 1758), changé plus tard en Squalius cephalus. Le nom générique Squalius viendrait de squalo, nom vulgaire donné à Rome à un Cyprinidé nommé Cavedano. L'épithète spécifique, cephalus, fait allusion à sa large tête. 
Ses noms communs sont Chevesne, Chevaine et Cabot en référence à sa large tête,. Il a pour synonyme Leuciscus cephalus.

## Description

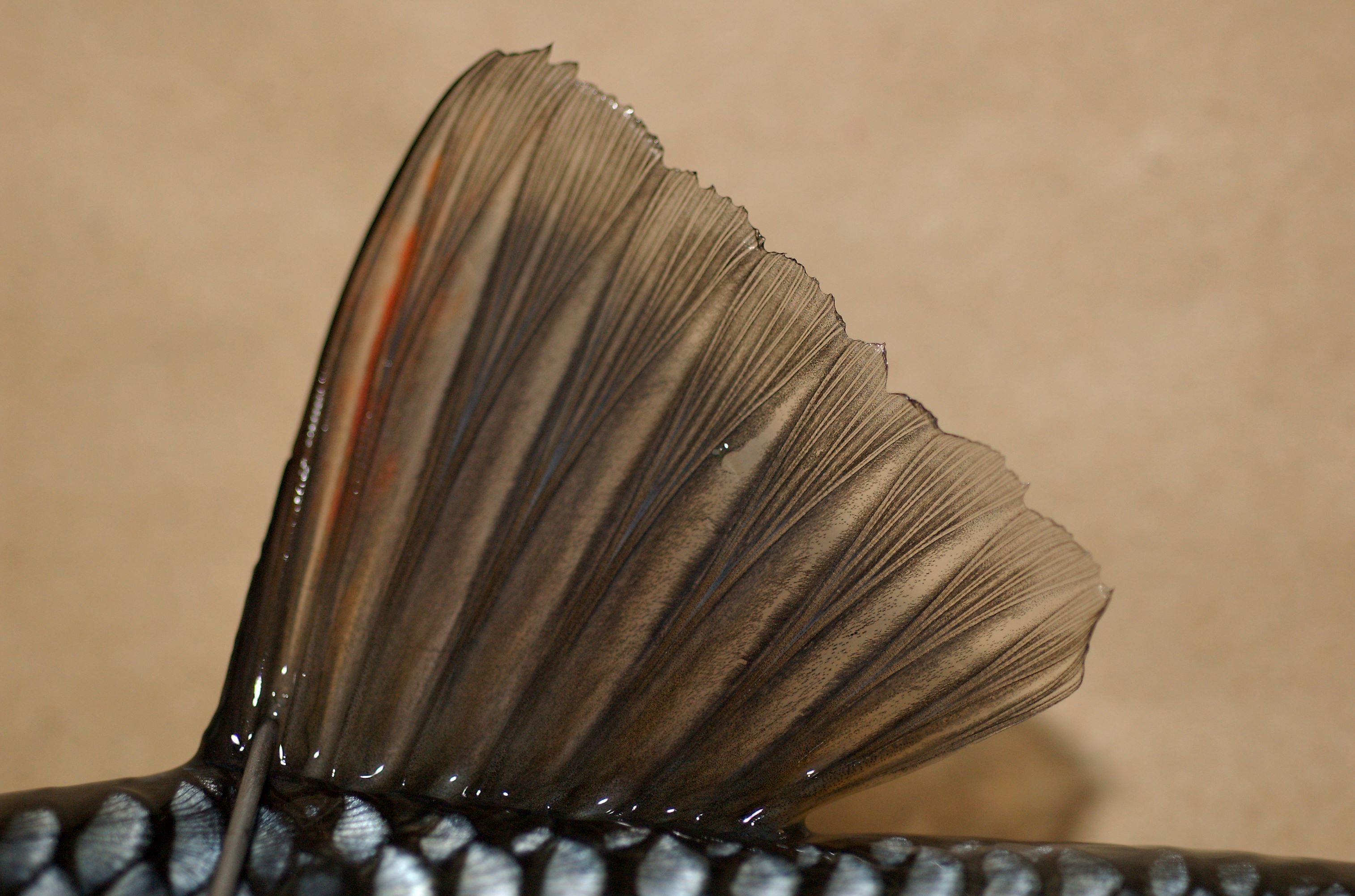
Nageoire dorsale d'une chevesne.

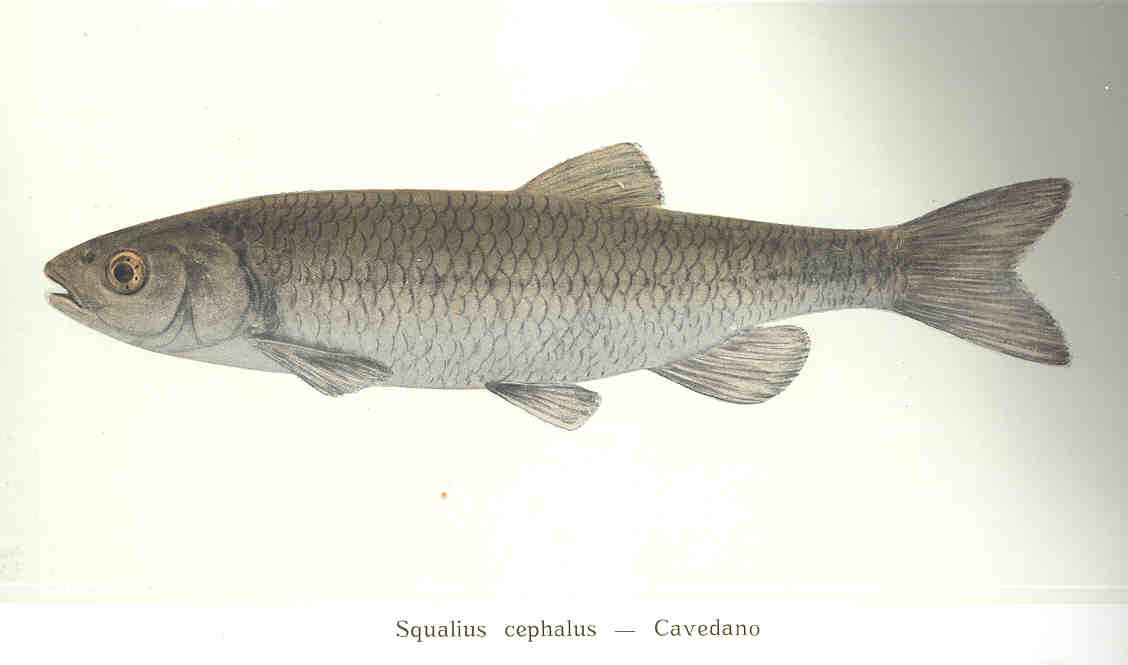
Dessin d'un chevesne.

Le chevesne a un corps cylindrique fusiforme. Sa tête est large et arrondie, accompagnée d'une grande bouche sans dents. Il a de grandes écailles aux bords foncés. Il a deux nageoires pectorales basses et courtes, deux nageoires pelviennes implantées soit à l'aplomb ou soit légèrement devant la dorsale, une seule nageoire dorsale courte, une seule nageoire anale courte et à bords convexes et une large nageoire caudale fourchue,,.
Il a un dos bleu-vert à gris-brun et des reflets verdâtres, ses flancs étant plus clairs et dorés. Son ventre est blanc et ses nageoires pelviennes et anales rouges,.
Sa taille moyenne est de 30 à 40 cm pour un poids d'1 kg, mais il peut mesurer au maximum 60 à 70 cm et peser jusqu'à 6 kg,. Les femelles ont une longévité de 13 ans, et les mâles de 9 ans.
Il peut présenter des différences morphologiques en fonction de son environnement,, des études génétiques ayant montré qu'il présente une variabilité génétique élevée dans les bassins de l'Europe centrale — Rhin, Elbe, Danube.
Il peut être confondu avec la vandoise, l'ide mélanote ou le gardon.

## Répartition et habitat
Le chevesne commun a une large aire de répartition sur le continent eurasiatique, notamment sur une partie de la Russie et du Proche-Orient. Il est donc largement répandu dans toute l'Europe, à l'exception de la Scandinavie, du Sud de l'Italie, de l'Écosse et de l'Irlande. On le trouve partout en France hormis dans l'ouest de la Bretagne et en Corse,.
Le chevesne est un poisson d'eau douce qui occupe un large spectre d'habitats différents. Il est présent dans les rivières, les estuaires et certains lacs alimentés par des cours d'eau offrant des possibilités de reproduction. Il n'a pas besoin d'une eau de grande qualité, la teneur en oxygène peut descendre au-dessous de 6 mg/L avec des températures au-dessus de 30 °C,. Il affectionne les bras courants et les zones de radiers à vitesse de courant élevée, au sol rocheux ou sableux et riche en abris tels que de la végétation aquatique ou des abris sous berge. Il aime se réchauffer dans les eaux près des centrales thermiques et craint les eaux froides. Il cohabite avec la truite, la vandoise, le gardon et la brème,.

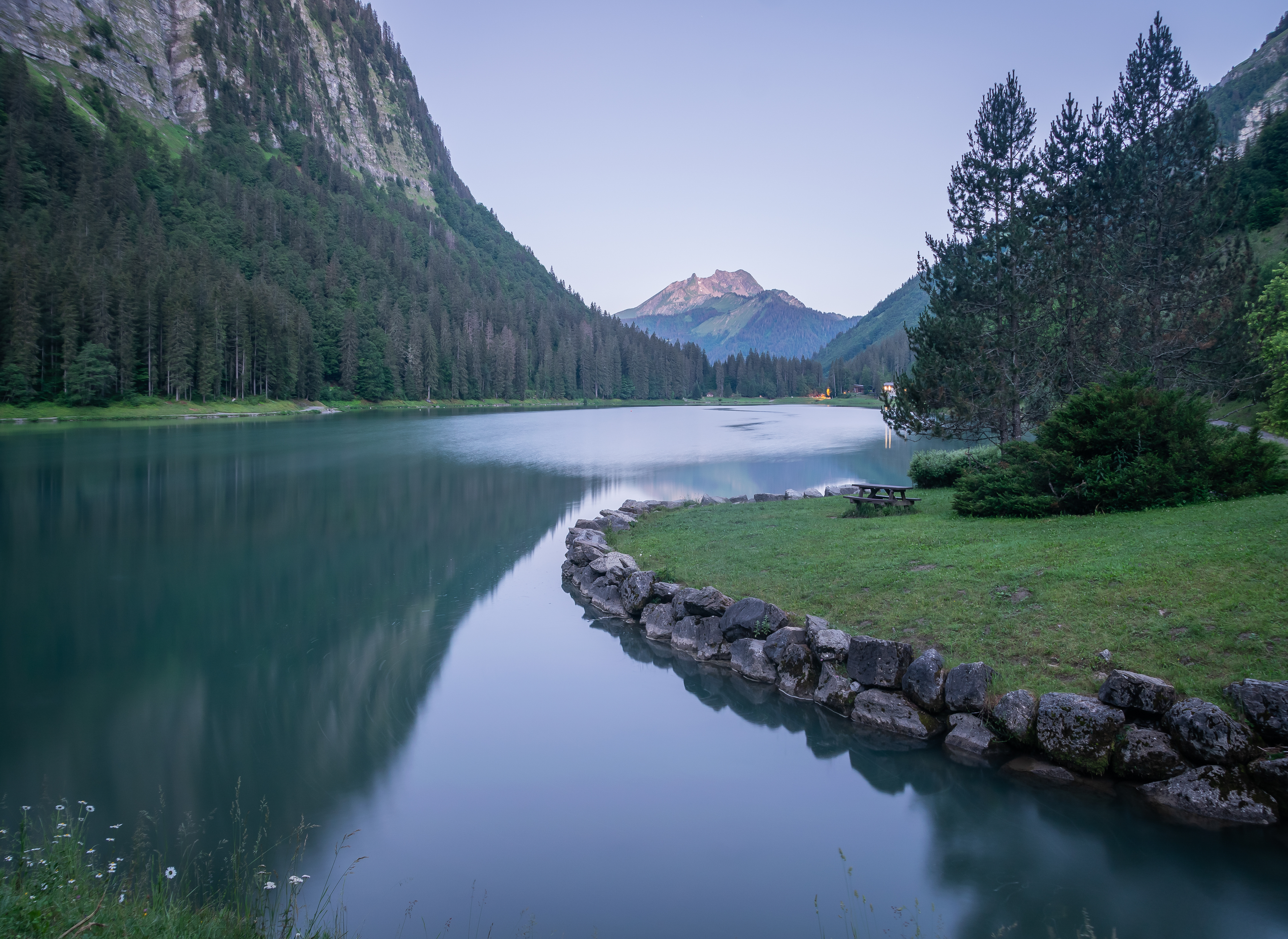
Lac de Montriond.
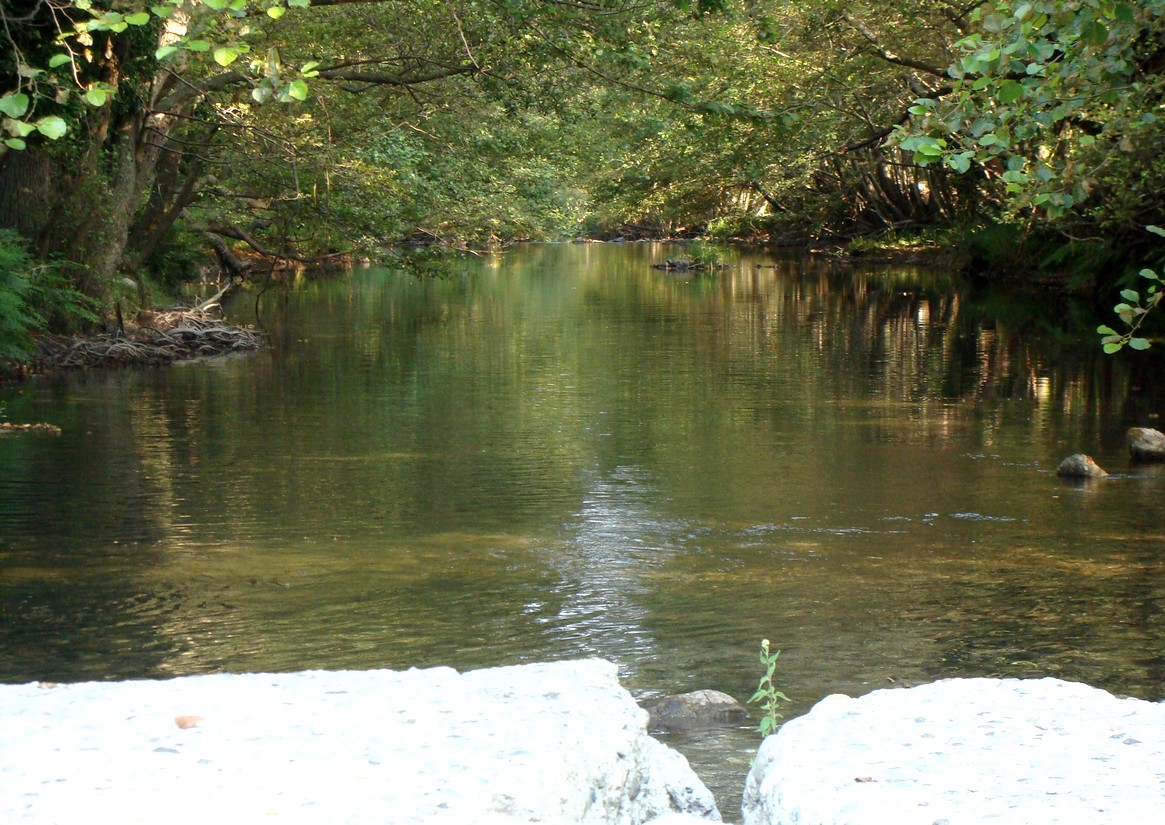
Un radier.

## Comportement

### Mode de vie

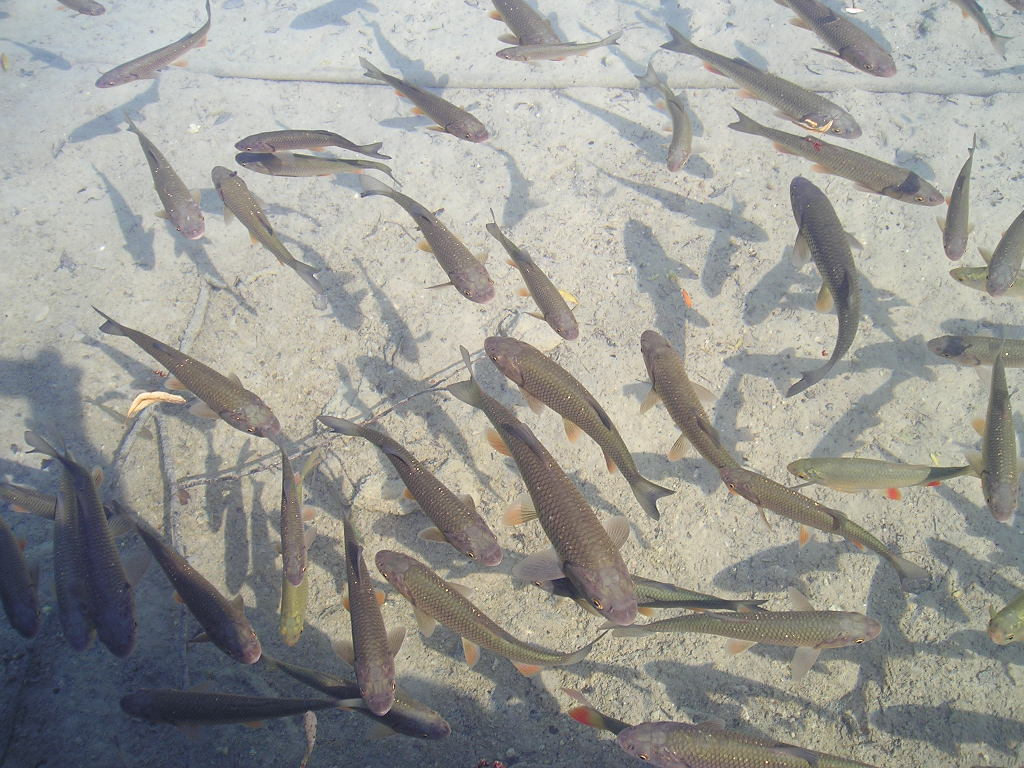
Un banc de chevesnes.

Le chevesne est un poisson diurne, menant une vie grégaire en bancs qui se tiennent dans le courant. Il se maintient souvent proche de la surface, la tête dirigée vers l'amont en attente de nourriture à la dérive. Il a une grande fidélité — surtout la femelle — à son lieu de reproduction, proche du milieu radier,. Les adultes sont moins grégaires que les juvéniles. Une étude a montré qu'il se déplace en fonction de la température et du courant. Il se déplace plus souvent vers l'amont ou l'aval en période de hautes eaux.

### Alimentation
Le chevesne est omnivore et l'une des rares espèces de poissons à manger une quantité quasiment équivalente de proies et de matière végétale,. Les plantes aquatiques représentent la moitié de son alimentation, sauf en été ou elles en représentent plus de la moitié. Il montre une préférence pour les macrophytes et sa consommation de plantes augmente pendant sa croissance. Il est aussi prédateur et a pour principales proies des larves d'insectes tels que les trichoptères, et les diptères chironomidés et devient piscivore avec l'âge,. Il mange plus de poissons durant l'hiver et peut détruire les alevins des truites. Il se nourrit également de détritus,.

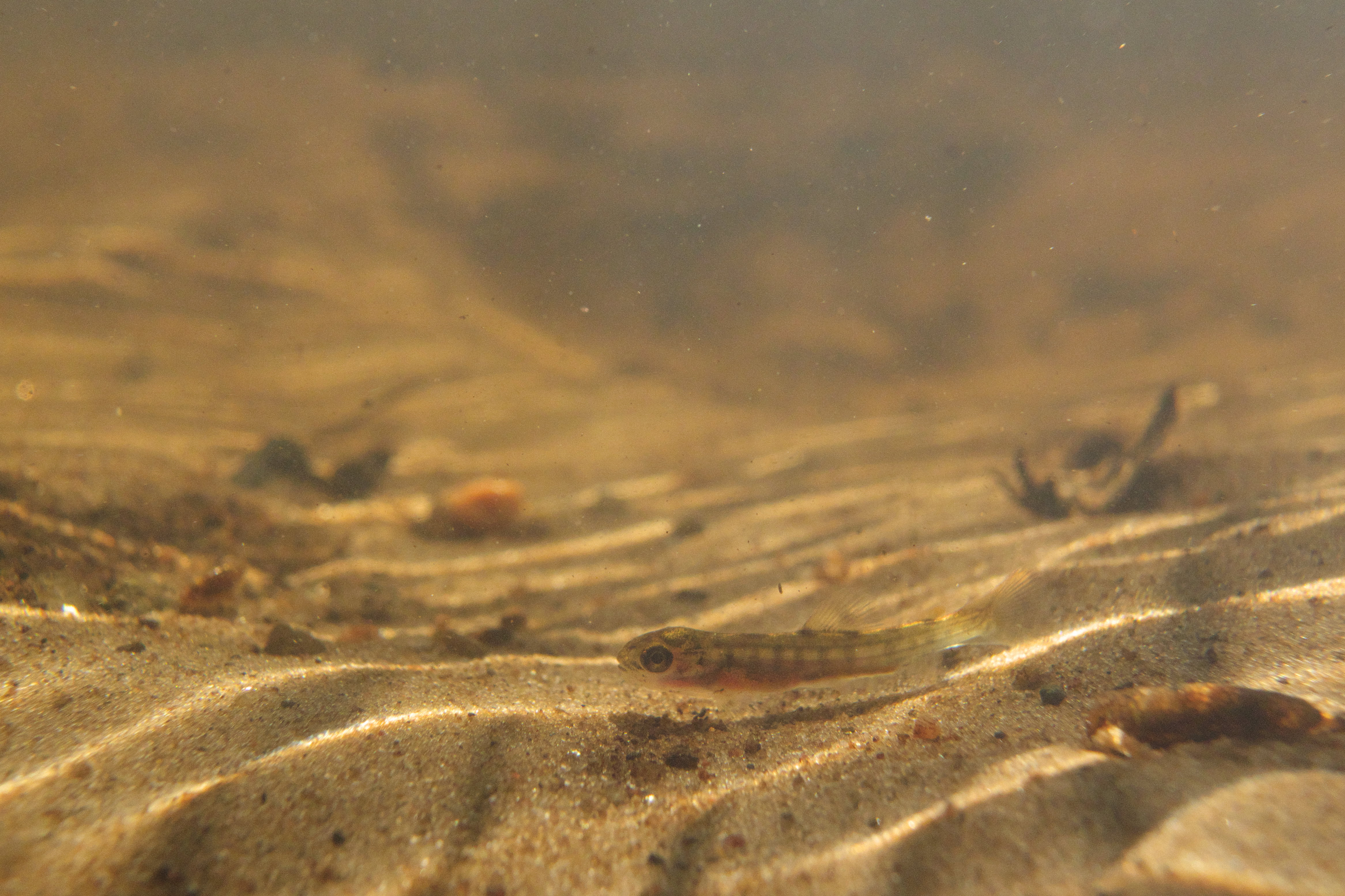
Alevins de truite.
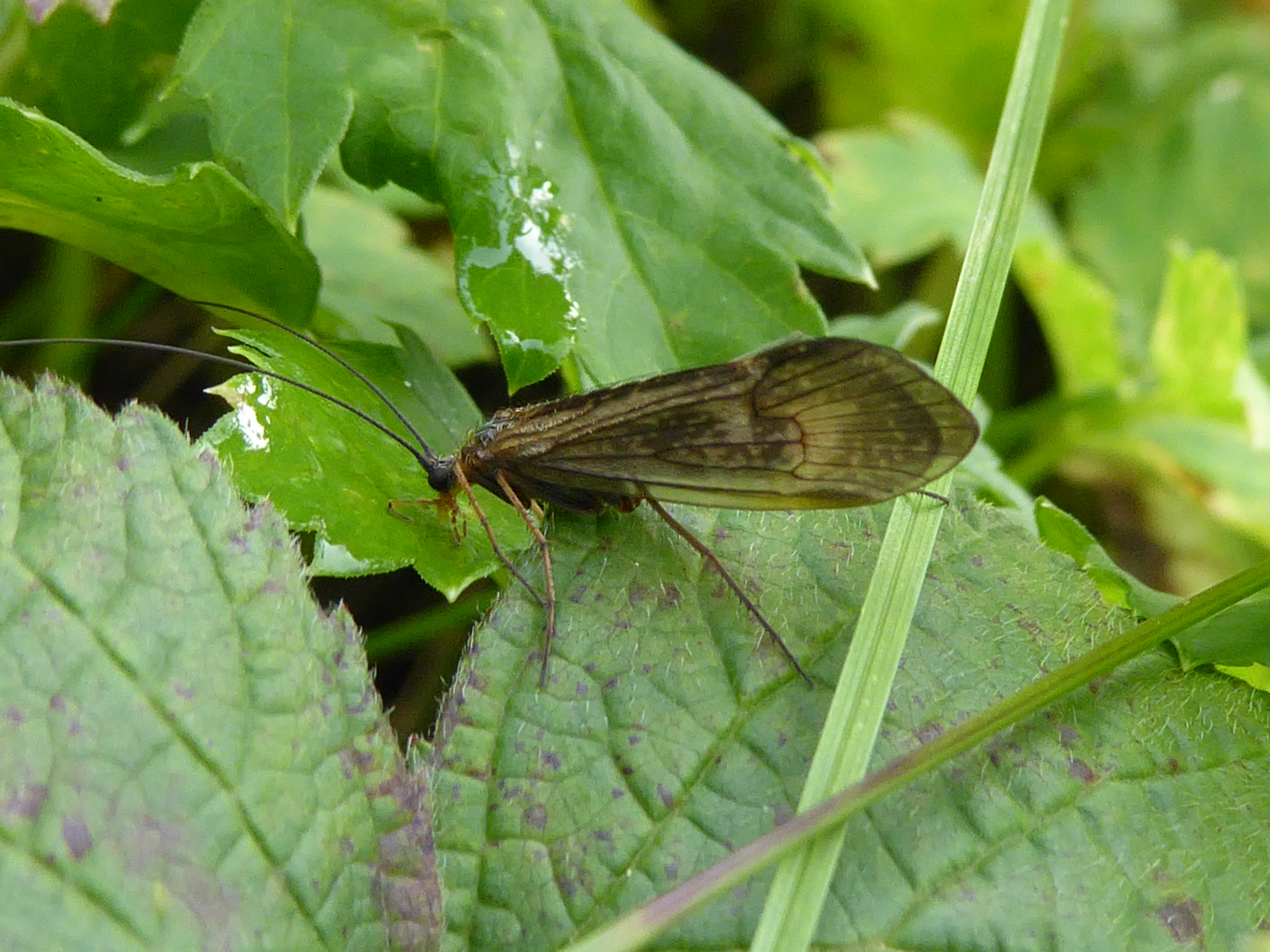
Trichoptère non identifié.
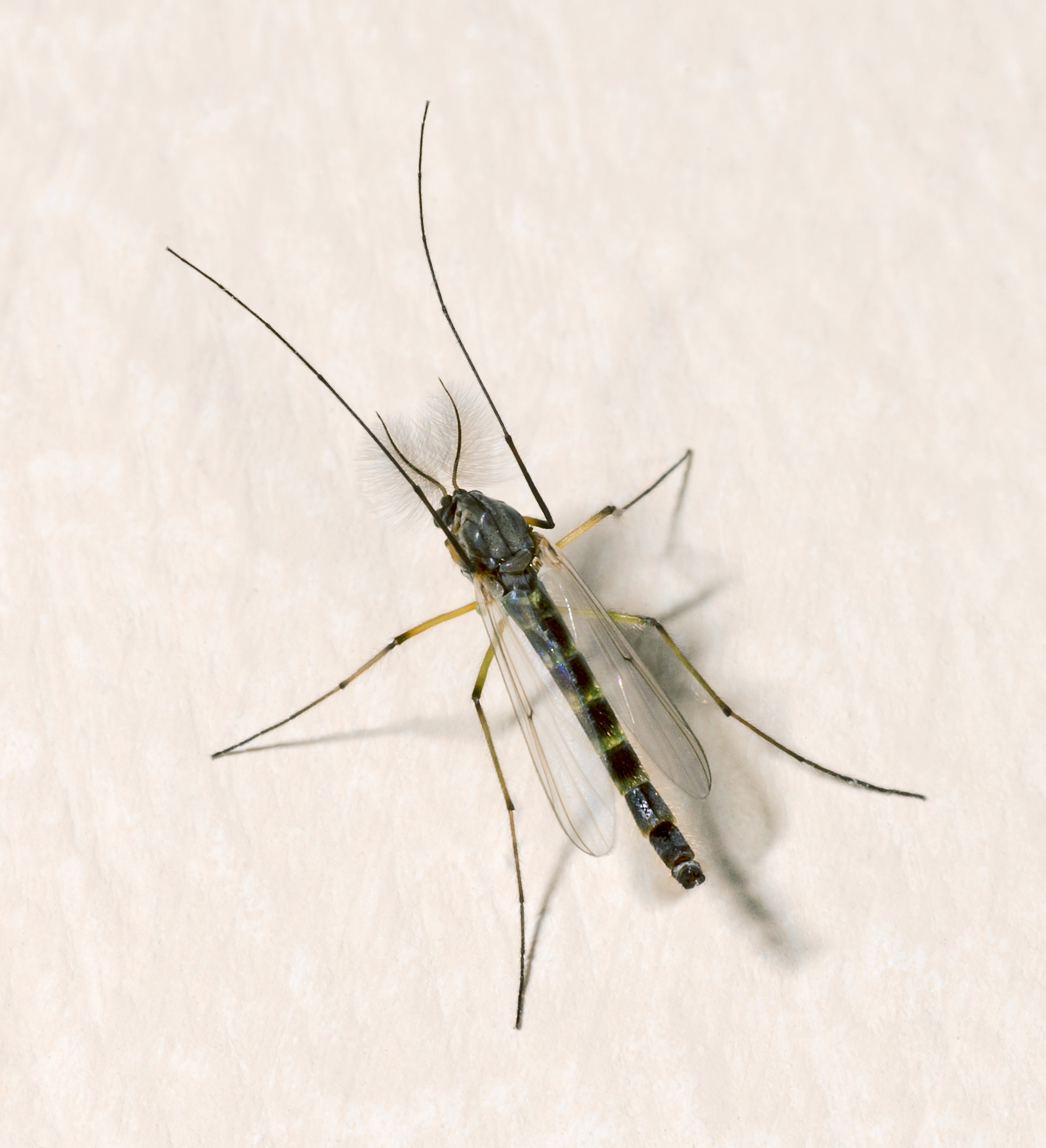
Chironomus plumosus.
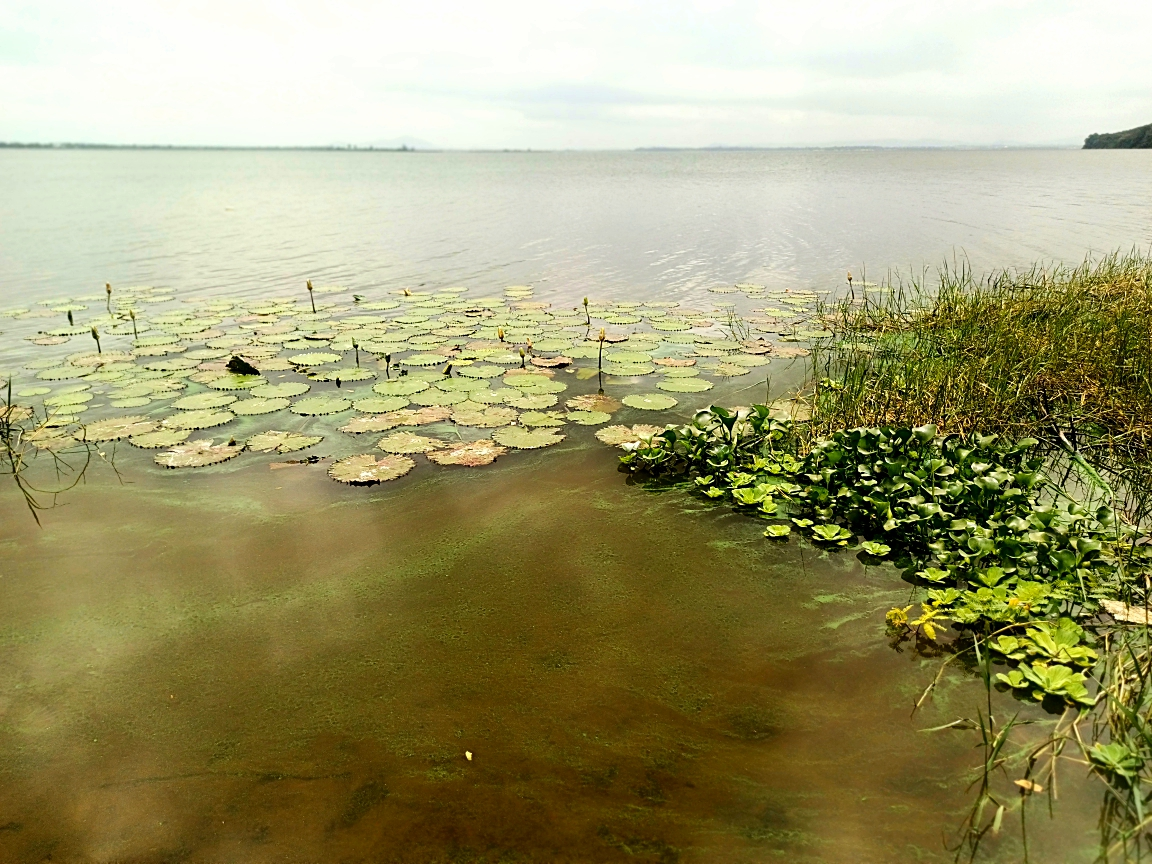
Plantes aquatiques.

### Reproduction
La reproduction a lieu entre avril et juin,. Les spécimens migrent depuis des zones de grossissement — qui sont des milieux profonds avec de nombreux abris — vers des habitats de reproduction — qui sont des milieux à fort voire très fort courant présentant un fond sableux et/ou caillouteux,. Il y a quatre pontes par saison durant lesquelles la femelle dépose au total 20 000 à 100 000 ovocytes. Les œufs adhèrent aux plantes aquatiques ou aux rochers et ont un diamètre compris entre 1,5 et 2 mm. Une hybridation est possible avec la vandoise, le hotu, le blageon et l'ablette. Un hybride avec un spécimen d’Alburnus chalcoides a été trouvé dans un lac turc,.
Les œufs mettent quatre jours à éclore dans une température de 15 °C, trois jours à 18 °C et le développement est possible jusqu'à 27,5 °C. Les larves ont un corps jaune-brun et sont quasiment invisibles sur le sable, détectables seulement grâce à leurs yeux bruns. Leur corps est entouré par leur nageoire principale, leur bouche est fermée et leur ventre relativement large.

### Croissance et développement
Leur croissance est plutôt lente car elle s'arrête durant l'hiver,,. Elle reprend à la fin du printemps voire au début de l'été — mi-mai à début juillet — dans les rivières de la façade atlantique française,. Une forte croissance a été observée près de Montereau, dans la Seine — 5,8 cm à 1 an, entre 28,8 et 29,6 cm à 6 ans et entre 38,4 et 40,3 cm à 12 ans —, ainsi qu'au niveau de la centrale nucléaire de Marcoule dans le Rhône — entre 19,1 et 23,1 cm à 2 ans. Une étude à montré que les juvéniles sont capables de sacrifier leur croissance pour survivre dans des environnements hostiles. Ils préfèrent des habitats littoraux pour se protéger des prédateurs même si leur croissance dans ces zones est réduite,.

## Pêche

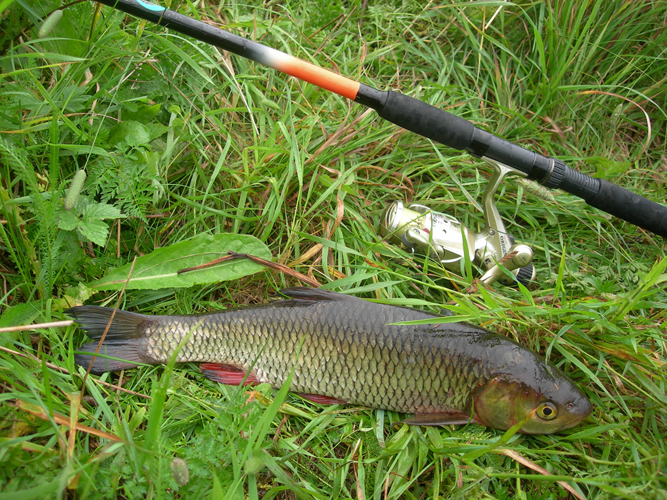
Un chevesne pêché.

Sa chair molle et contenant beaucoup d'arêtes est peu prisée. Il est cependant apprécié pour la pêche de loisir pour sa voracité et sa combativité. Les captures mondiales s'élèvent à 111 t, dont 2 t pour la France. Il fait partie des principales espèces pêchées dans les lacs et réservoirs en Géorgie et en 2005, il représente 2 % des prises en eau douce en Turquie.

### Méthodes de pêche

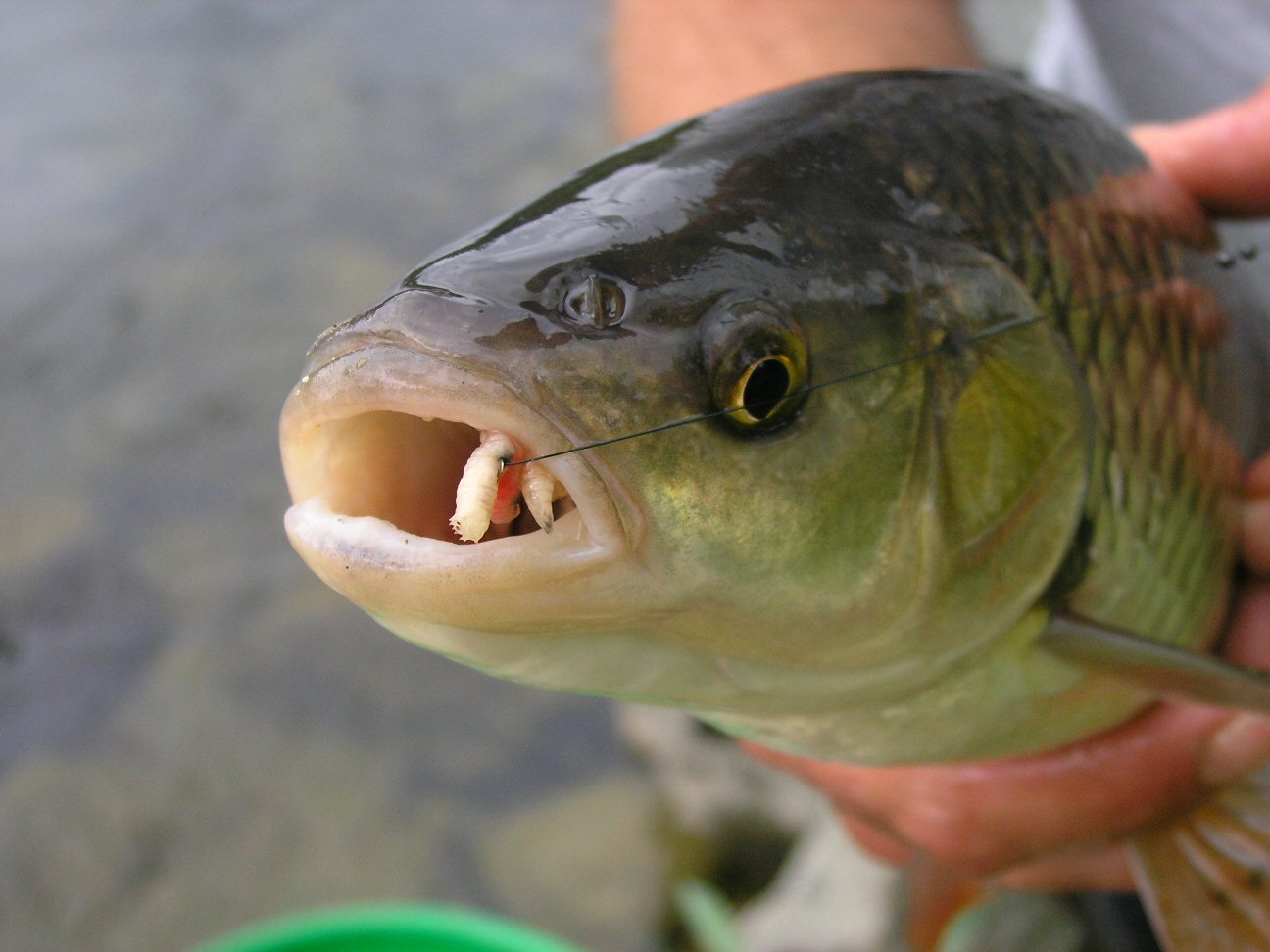
Un chevesne pêché à la ligne.

Le chevesne peut être pêché de différentes manières, :
- pêche aux leurres, technique praticable toute l'année en fonction du type de leurre utilisé. Il est préconisé d'utiliser un leurre de surface en été et un leurre souple ou un poisson nageur en automne et au printemps[26] ;
- pêche aux appâts naturels, technique efficace étant donné que le chevesne est un poisson omnivore et se nourrit principalement d'insectes[27] ;
- pêche à la mouche, technique nécessitant de simuler les mouvements d'une proie afin d'attirer le poisson[28].

## Préservation et écologie
Le chevesne n'est pas considéré comme menacé par l'UICN. Il s'adapte bien aux perturbations subies par les milieux aquatiques, présente des populations abondantes aux fluctuations importantes sans conséquences sur la survie de l'espèce à moyen terme et ne bénéficie pas de procédure de préservation. L'évolution de ses populations peut être un indicateur de l'état général d'un cours d'eau,.
Le chevesne fait partie des poissons bio-accumulateurs. En raison de sa propension à bioconcentrer les métaux lourds, certains métalloïdes ou des polluants peu biodégradables tels que les PCB, furanes ou dioxines, il peut dans certains cours d'eau pollués être interdit de pêche, de détention et de toute commercialisation. Il peut être considéré comme nuisible dans les eaux de première catégorie.